# Colpodaspididae
Famille
Les Colpodaspididae sont une famille de gastéropodes de l'ordre des Cephalaspidea (limaces de mer).

## Systématique
La famille des Colpodaspididae a été créée en 2015 par les malacologistes Trond Roger Oskars (d), Philippe Bouchet et Manuel António E. Malaquias (d) avec pour genre type Colpodaspis.

## Liste des genres
Selon World Register of Marine Species (13 juillet 2021) :
- genre Colobocephalus M. Sars, 1870 -- 1 espèce
- genre Colpodaspis M. Sars, 1870 -- 2 espèces - genre type

## Publication originale
- (en) Trond R. Oskars, Philippe Bouchet et Manuel António E. Malaquias, « A new phylogeny of the Cephalaspidea (Gastropoda: Heterobranchia) based on expanded taxon sampling and gene markers », Molecular Phylogenetics and Evolution, Academic Press et Elsevier, vol. 89,‎ 24 avril 2015, p. 130-150 (ISSN 1055-7903 et 1095-9513, PMID 25916189, DOI 10.1016/J.YMPEV.2015.04.011, lire en ligne).